# 普伊 (上比利牛斯省)
普伊（法語：Pouy，法語發音：[pwi]）是法国上比利牛斯省的一个市镇，属于塔布区。

## 地理
普伊（43°15'41"N, 0°33'23"E）面积1.92 平方千米，位于法国奧克西塔尼大區上比利牛斯省，该省份为法国西南部内陆省份，北至热尔省，西接大西洋比利牛斯省，南与西班牙接壤，东临上加龙省。
与普伊接壤的市镇（或旧市镇、城区）包括：德韦兹、拉拉讷、维勒米尔。

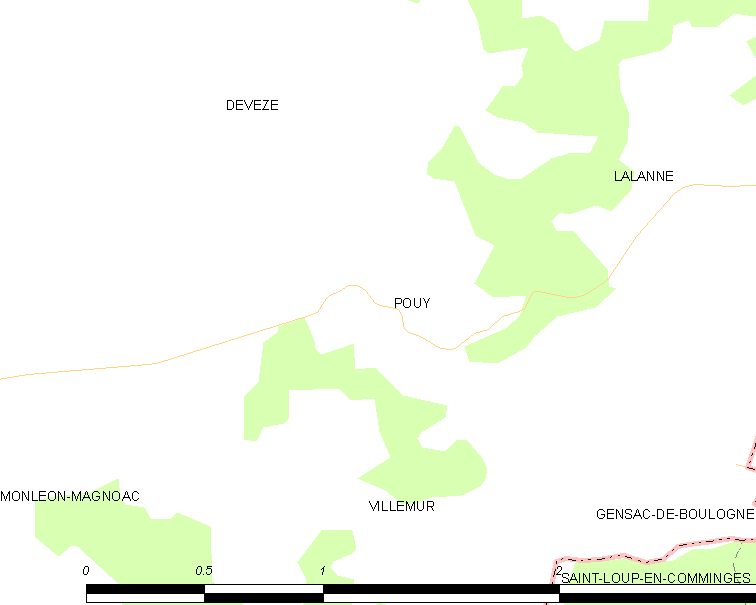
的OSM定位图

普伊的时区为UTC+01:00、UTC+02:00（夏令时）。

## 行政
普伊的邮政编码为65230，INSEE市镇编码为65368。

## 政治
普伊所属的省级选区为山丘县。

## 人口

1962-2008年间人口变化图示

普伊于2022年1月1日时的人口数量为40人。